# هرچی خواستی بگو…
«هر چی خواستی بگو…» (انگلیسی: Say Anything...) فیلمی آمریکایی در سبک کمدی رمانتیک و کمدی-درام به کارگردانی کامرون کرو است که در سال ۱۹۸۹ منتشر شد.

## بازیگران
- جان کیوسک
- آیونی اسکای
- جانی ماهونی
- لیلی تیلور
- جون کیوسک
- جرمی پیون
- بی‌بی نیوورتس
- اریک استولتس
- جوانا فرانک